# Гледай си работата
Гледай си работата (също Море или Компот) е игра с карти за 2 или повече играчи, подходяща за всички възрасти. Продължителността на една игра може да е от 5 до 15 минути.

## Правила
Играе се със стандартно тесте от 52 карти, като на всеки играч се раздават по 4 карти. Останалите карти остават на масата с лицето надолу.
Един ход протича по следния начин: Първият играч иска от произволно избран друг играч карта с определена стойност, например Георги иска едно асо от Иван. Ако Иван има една или повече карти с посочената стойност - асо, той е длъжен да даде всички свои аса на Георги. Ако не разполага с карта с исканата стойност, Иван казва на Георги да си „гледа работата“ и Георги тегли най-горната карта от тестето на масата. Ако Георги изтегли карта със стойността, която е искал от Иван, отново е на ход. Ако картата е различна (в случая - не е асо), на ход е следващия играч.
Когато играч събере 4 карти с една и съща стойност (напр. четири аса), ги отделя в купчинка пред себе си, с лицето надолу.
Когато картите на масата, от които се тегли, и картите в ръцете на играчите свършат, т.е. са останали само с купчинки от по 4 еднакви карти – дами, аса, двойки и др., започва искане на купчинки, например: Георги иска дами от Иван. Ако Иван има такава купчинка, я предава на Георги, а ако няма казва „Гледай си работата“ и е негов ред да иска.
Играта завършва, когато един от играчите събере всички карти – той е победител.